# Alexander Scheiermann
Alexander Scheiermann (* 1. Februar 1967 in Ljubimowka, Oblast Omsk, Russland) ist ein evangelisch-lutherischer Geistlicher und seit 2017 Bischof der Evangelisch-Lutherischen Kirche Ural, Sibirien und Ferner Osten (ELKUSFO).

## Leben
Scheiermann wurde in Russland im Gebiet Omsk geboren. Nach seiner Schul- und Militärzeit reiste der gelernte Schlosser 1988 nach Deutschland aus. Von 1990 bis 1994 absolvierte er ein Studium Evangelischer Theologie am Theologischen Seminar St. Chrischona in Bettingen/Schweiz. Ein Jahr später kehrte er nach Russland zurück. Zunächst arbeitete er als Praktikant der lutherischen Kirche in Moskau. Danach wirkte er von 1996 bis 1997 als Pfarrer in Omsk. Bis April 2017 war er Pfarrer und Propst in Saratow.
Im Oktober 2016 wählte ihn die 25. Synode der Evangelisch-Lutherischen Kirche Ural, Sibirien und Ferner Osten in Nachfolge von Otto Schaude zum Bischof. Er wurde am 23. April 2017 in Omsk in sein Amt eingeführt.
Alexander Scheiermann ist verheiratet und hat drei Kinder.